# Velia Eguiluz Soto
Velia Eguiluz Soto (* 1. April 1965 in Guadalajara) ist eine ehemalige mexikanische Beachvolleyballspielerin.

## Karriere
Eguiluz Soto spielte ihre ersten internationalen Turniere auf der World Tour 1993 und 1994 mit Laura Almaral Palafox. Nach einem 13. Platz in Santos und einem 11. Platz in Miami erreichte sie als Neunte in La Serena erstmals die Top Ten. 1995 bildete sie ein neues Duo mit Mayra Huerta. Im ersten gemeinsamen Jahr waren 13. Plätze in Clearwater, Espinho und Bali die besten Ergebnisse für Soto/Huerta. 1996 erzielten sie das gleiche Resultat in Hermosa Beach. Anschließend nahmen sie an den Olympischen Spielen in Atlanta teil. Dort unterlagen sie gegen die Französinnen Prawerman/Lesage sowie das indonesische Duo Timy/Eta und mussten sich deshalb bereits nach der Vorausscheidung verabschieden. Danach beendete Soto ihre Karriere.